# Isaac Becerra i Alguacil
Isaac Becerra i Alguacil (Badalona, 18 de juny de 1988) és un exfutbolista professional català que jugava com a porter. Va ser internacional amb la selecció catalana.

## Trajectòria
Es va formar en les categories inferiors del FC Barcelona, per fitxar pel RCD Espanyol el 2005, on va guanyar una lliga amb el Juvenil A i va esdevenir el porter titular del seu filial RCD Espanyol B. El 2009 fitxa pel Panionios FC de la Super Lliga de Grècia i un any més tard, en el 2010, el Reial Madrid Castella es fixa en ell i és fitxat per jugar a l'entitat blanca per dues temporades.
El juliol de 2012 el Girona FC fitxa el jove porter per dues temporades com a pla de futur.

### Gimnàstic
El 31 de juliol de 2018, Becerra va signar contracte per tres anys amb el Gimnàstic de Tarragona de segona divisió.
Va jugar més o menys els mateixos partits que Bernabé Barragán durant la temporada, en què l'equip acabà tercer pel final i va descendir; com a resultat d'això, el seu contracte es va rescindir automàticament a causa d'una clàusula que contenia.

### Córdoba
El 10 de juliol de 2019, Becerra va fitxar pel Córdoba CF amb un contracte per dos anys.

### Cerdanyola del Vallès FC
L'agost del 2021, l'Isaac signa amb el flamant nou equip de 2ª RFEF, el Cerdanyola del Vallès FC. El Sarda, equip del Vallès Occidental, aconseguix l'ascens al derrotar 3-1 la UE Sant Andreu en la Final del play-off d'ascens celebrat a Les Fontetes.

## Internacional

### Catalunya
El 25 de març de 2019 va disputar amb la selecció catalana el partit contra Veneçuela, que va acabar amb victòria catalana per 2 a 1, a Montilivi.

### Espanya
Va ser campió del Campionat d'Europa sub-19 de la UEFA de 2007.